# Krapyak (Semarang Barat)
Krapyak is een bestuurslaag in het regentschap Semarang van de provincie Midden-Java, Indonesië. Krapyak telt 5997 inwoners (volkstelling 2010).